# Renault Mégane

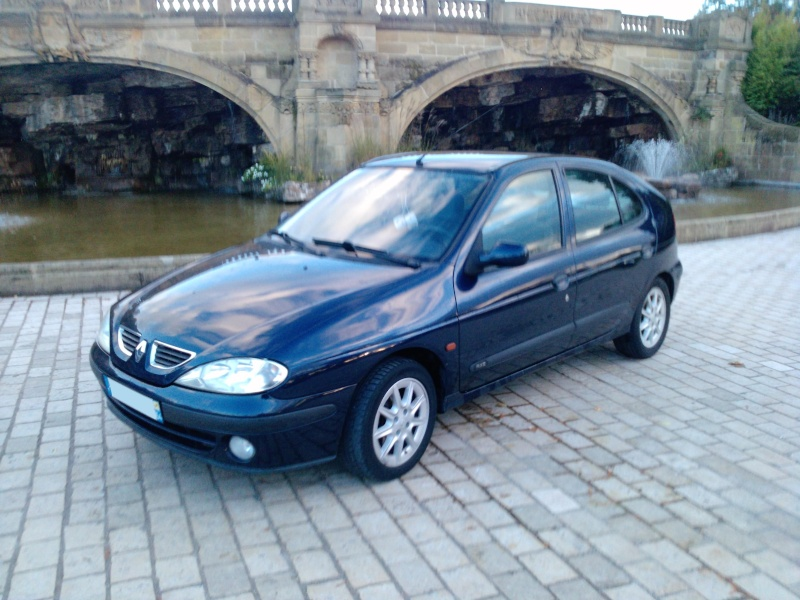
Renault Mégane I (1995–2002)

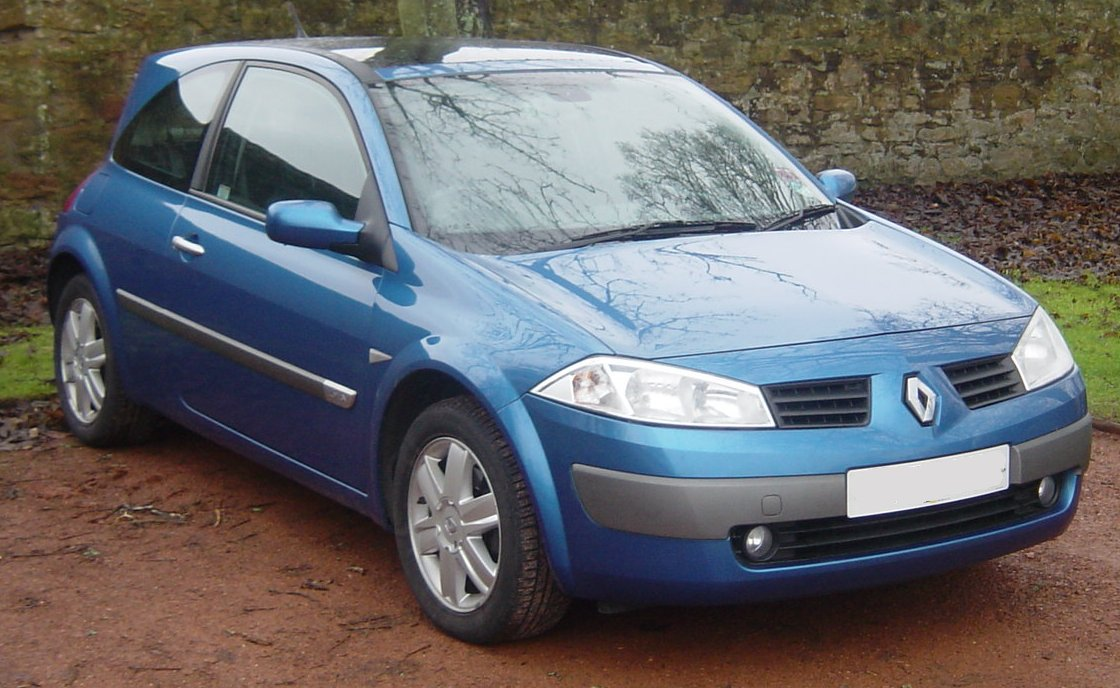
Renault Mégane II (2002–2008)

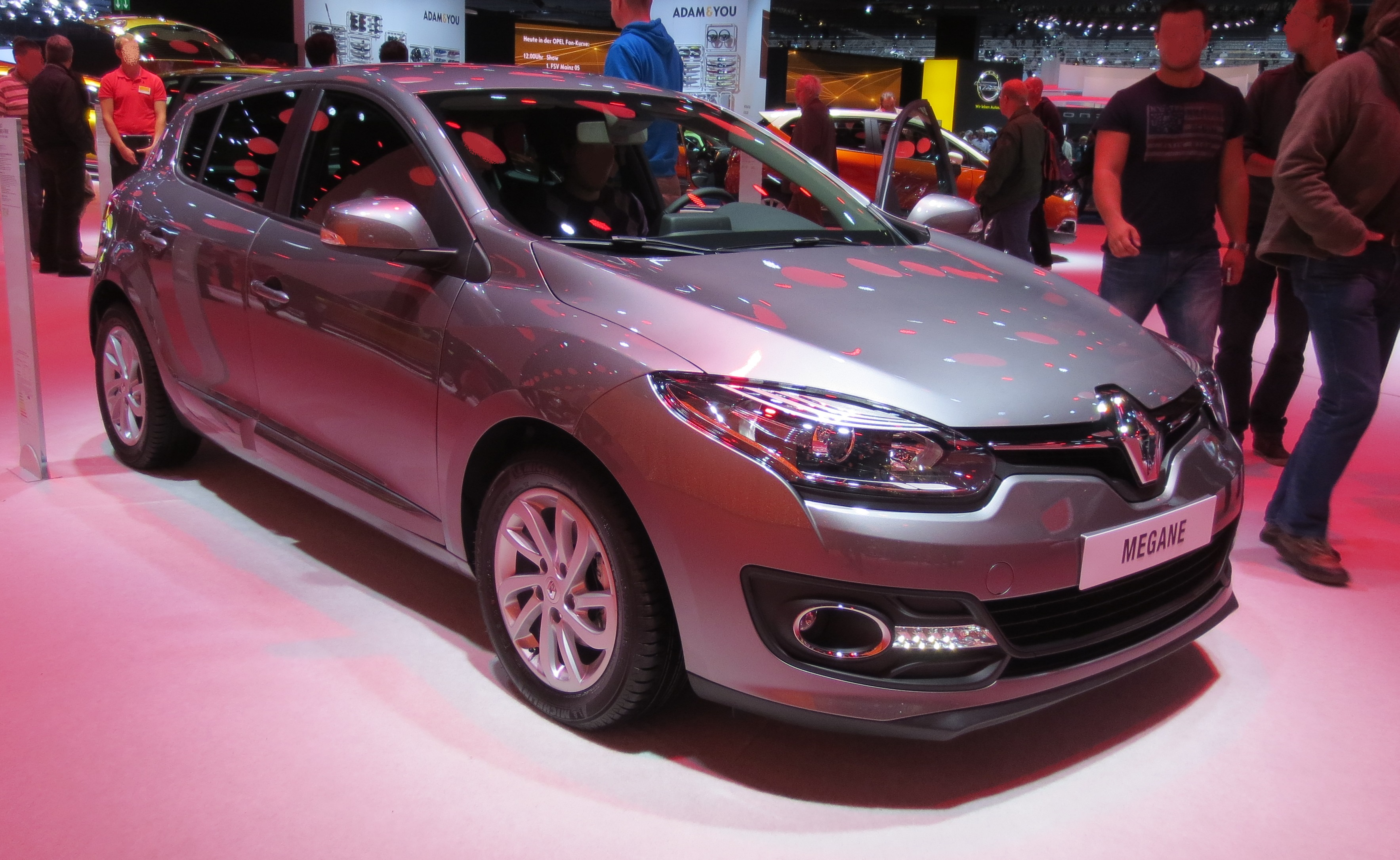
Renault Mégane III, (2008–2016) (Bilden visar modellen efter andra ansiktslyftningen.)

Renault Mégane är en mindre mellanklassbil från Renault i samma storleksklass som exempelvis Volkswagen Golf. Den första generationen presenterades 1995 och ersatte då Renault 19-modellen. 

## Mégane I
Till en början erbjöds Mégane som femdörrars halvkombi, fyradörrars sedan (kallad Classic), cabriolet och tredörrars coupé. Den senare skilde sig designmässigt något jämfört med femdörrarsversionen och var framgångsrik i diverse rallytävlingar under senare delen av 1990-talet. Samtidigt presenterades också en MPV-version, kallad Scénic, vilken senare mer och mer kom att bli en egen modell. Tre bensinmotorer erbjöds på mellan 1,4 och 2,0 liter, liksom tre dieselvarianter på 1,5, 1,9 och 2,0 liter.
År 1999 genomgick modellserien en mildare ansiktslyftning. I och med det introducerades också en kombiversion, kallad Grandtour. Denna tillverkades enbart i Turkiet. Scénic skilde sig genom ett annorlunda strålkastararrangemang jämfört med övriga versioner och av det faktum att modellen bytte namn från Mégane Scénic till enbart Scénic.

## Mégane II
År 2002 presenterades Mégane generation två (II) och denna kom att bli mycket uppmärksammad på grund av en annorlunda design som påminde om den stora lyxcoupén Renault Avantime och flera av Renaults konceptbilar från 1990-talet. 
Denna generation finns som halvkombi med tre eller fem dörrar, som renodlad sedan och kombi och som cabriolet med plåttak. Något senare presenterades också en ny Scénic som till stora delar byggde på Méganeteknik. År 2005 genomgick Mégane II en lätt ansiktslyftning, vilket till största delen berörde inredning och frontarrangemang. Modellserien har alltsedan introduktionen 1996 varit en av Europas mest sålda.

## Mégane III
År 2008 presenterades Mégane generation tre (III). Modellen fick en lättare ansiktslyftning 2012, och ännu en 2014; denna gång med en mer genomgripande förändring av framför allt fronten, för att bättre bättre passa ihop med Renaults övriga modellprogram.

## Mégane IV
2015 lanserades en helt ny version, Megane generation fyra (IV). Modellen lanserades vid Frankfurt Motor Show i september 2015, med säljstart i juli 2016.

## Källhänvisningar
1. ↑  Värld, Teknikens. ”Renault Megane | Test, provkörningar & nyheter”. http://teknikensvarld.se/bil/renault/megane/. Läst 15 maj 2018.
2. ↑  Ollevik, Nils-Olof. [https://www.svd.se/konkurrenterna-far-se-upp-for-nya-renault-megane ”Konkurrenterna får se upp  
    för nya Renault Megane | SvD”]. SvD.se. https://www.svd.se/konkurrenterna-far-se-upp-for-nya-renault-megane. Läst 15 maj 2018.
3. ↑  ”Frankfurt 2015: Renault Megane and Opel Astra face off - Car Design News”. Arkiverad från originalet den 16 maj 2018. https://web.archive.org/web/20180516014620/http://cardesignnews.com/articles/cdn-live/frankfurt/2015/09/frankfurt-2015-renault-megane-and-opel-astra-face-off. Läst 15 maj 2018.